# Alexander Wennberg
Alexander Wennberg (Nacka, 22 settembre 1994) è un hockeista su ghiaccio svedese.

## Carriera
Dal 2011 al 2013 ha vestito la maglia del Djurgårdens IF. Nella stagione 2013/14 è passato al Frölunda HC, prima di approdare in NHL con i Columbus Blue Jackets.
Dopo un periodo in AHL con gli Springfield Falcons, è tornato ai Columbus Blue Jackets, in cui milita dal 2015.
Con la nazionale svedese ha vinto due medaglie d'argento ai campionati giovanili (2013 e 2014) e ha preso parte ai campionati mondiali nel 2016.